# أوسكار نيماير
أوسكار نيماير (بالإسبانية: Oscar Ribeiro de Almeida Niemeyer Soares Filho) (مواليد 15 ديسمبر 1907، 5 ديسمبر 2012) معماري برازيلي وأحد أكبر مهندسي القرن العشرين، قام بالمشاركة مع لو كوربوزييه بتصميم المبنى المعروف والمشهور لهيئة الأمم المتحدة في مدينة نيويورك.

## حياته
ولد أوسكار نيماير في ريو دي جانيرو في 15 كانون الأول 1907، عايش نيماير أحداثاً تاريخية كبرى كالثورة الروسية 1917 والحرب العالمية الثانية حيث انضمّ إلى الحزب الشيوعي البرازيلي مع نهاية الحرب، ثم نفي إلى أوروبا في عهد الحكم العسكري في البرازيل، وظل متمسكاً بقناعاته وقد سجل له قوله: «أنا وفيديل كاسترو آخر شيوعيين في أميركا اللاتينية.
توفي في يوم الخميس الموافق 6 ديسمبر 2012 عن عمر يناهز 105 عام.
قم تم وضع تصاميمه التي في مدنية البرازيل في قائمة تراث عالم اليونسكو معطيا حظه تكوين بعض من آثاره المعمارية الحدثية المهمة التي أقامها المهندس المعماري المشهور جداً أوسكار نيماير.
اعتنق أوسكار نيماير عقيدة الشيوعية منذ شبابه (ريعان شبابه) وأصبح عضواً في الحزب الشيوعي بالبرازيل منذ عام 1945 . وقد عاش خارج البلاد حتى عام 1985 بسبب وجهات النظر السياسة بعد الضربة العسكرية التي وجهت لدولته في عام 1964. وفي هذه الفترة حقق المهندس المعماري تصاميم كثيرة جداً خارج البرازيل واستمر في أعماله خارج البلاد وداخلها بعد سقوط دولته. استمر أوسكار نيماير صاحب الجائزة العالمية والدولية (القومية) في مجال الهندسة المعمارية كان قد تم كلا من الإشادة والنقد على تقييم نحت الهياكل التذكارية للمهندس المعماري المعروف باستخدامه الأشكال غير العادية لاستخدام أغراض مختلفة وإعطاء مكان للمناطق الواسعة في الهياكل المصممة.

### حياته الخاصة

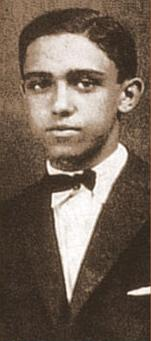
أوسكار نماير

احتل أوسكار نيماير مكانة هامة في Riodejane عاصمة البرازيل في 15 ديسمبر عام 1907 وولد جده ريبيرو في منطقة لارجين التي أطلق عليها اسم الميدا...........
يوجد لديه أخوين وأخت واحدة. وكان جده وزير دولة للمحكمة الدستورية البرازيلية وإنما تعرف كعائلة براجوزية متأصلة كاثوليكية. هاجر في سن 21 عام إلى إيطاليا وتزوج ب ANNITa وكان لديها منها ابنته. وكان لديه 4 أحفاد من ابنته. توفيت زوجة أوسكار نيماير في عام 2004 وحنيما كان في عمر 98 في تاريخ 16 نوفمبر 2006 وتزوج ب مساعدته الشابة Veralucia التي في سن 38 عام
بدأ حياته بالعمل في مكتب والده للطباعة. وبعد أن تخرج وأصبح مهندسا في عام 1934 وبدأ بالنظر إلى التعليم في مدرسة Escolo de belas artes وبدأ بالعمل كعامل بدون أجرة في المكاتب الآتية Mimar lucio costa و Carlos leao .
في تلك أصبح أوسكار نيماير في عام 1945 مهندس معماري مشهور جداً وسجّل كعضو في الحزب الشيوعي البرازيلي كان عضو فيه طول حياته وأصبح وزير الحزب الشيوعي في عام 1992 .............
في هذه الفترة نظمت هجمات على مكتبه الهندسي واستولوا على أشكاله الهندسية وأعماله الأخرى لذا اضطر بالذهاب إلى أوروبا.

### أولى أعماله

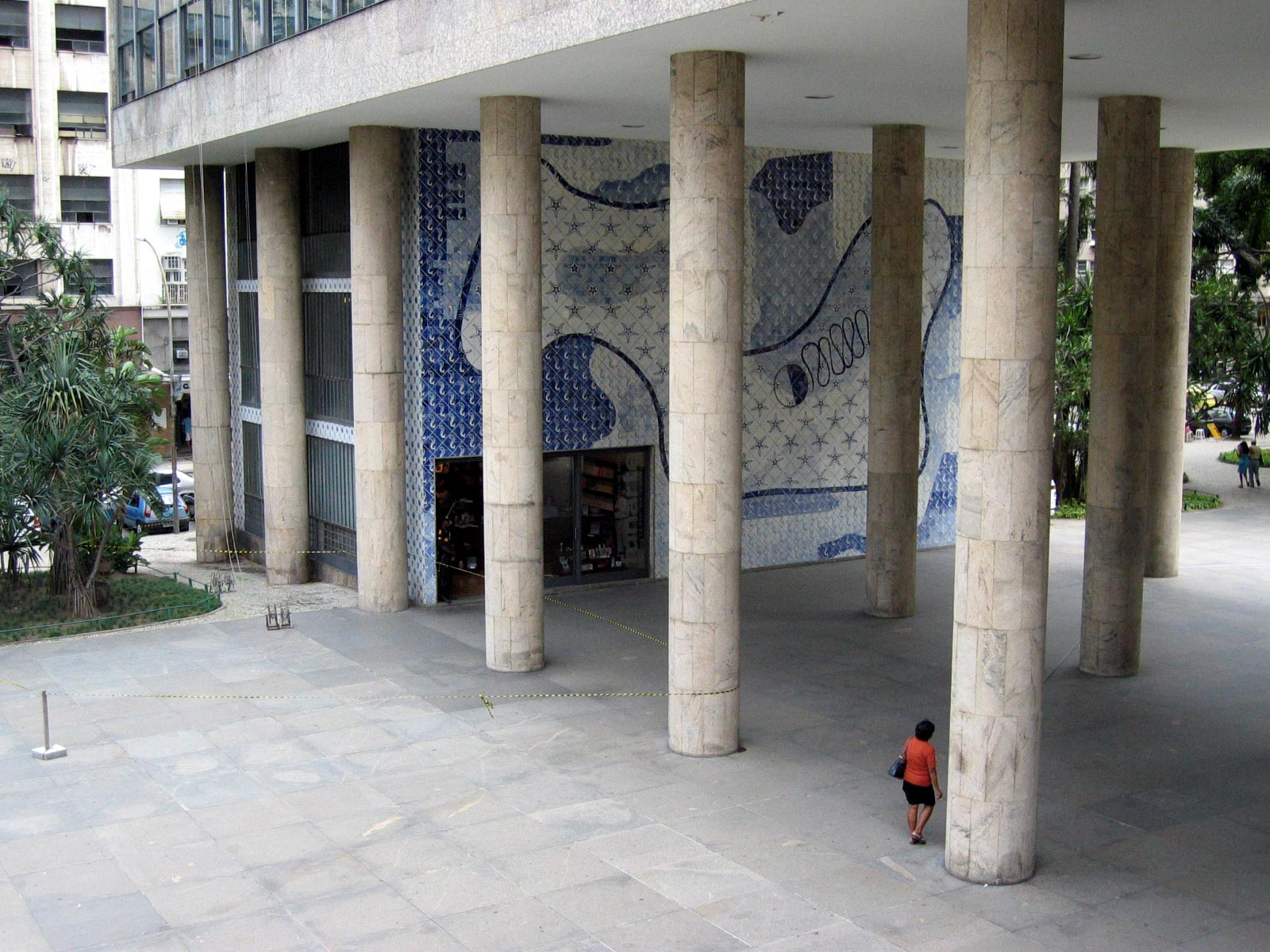
قصر غوستافو كابانيما(ريودي جانيرو)

قد حصل على وظيفة مهندس معماري تحت التدريب في مشروع إنشاء Gustavo Capanema Sarayı كمركز جديد لوزارة الصحة العمومية ومركز للتعليم البرازيلي في ريو دي جانيرو عن طريق وزير التعليم البرازيلي لعام 1936.في عام 1939 انضم إلى مجموعة من مهندسي المعمار (Lucio Costa,Carlos Leao, Affonso Eduardo Reidy, Jorge Moreira, Ernani Vasconcellos) من أجل الهدف نفسه. أما Le Corbusier فقد ساهم كخبير (مستشار) قي هذه المجموعة عام 1936.

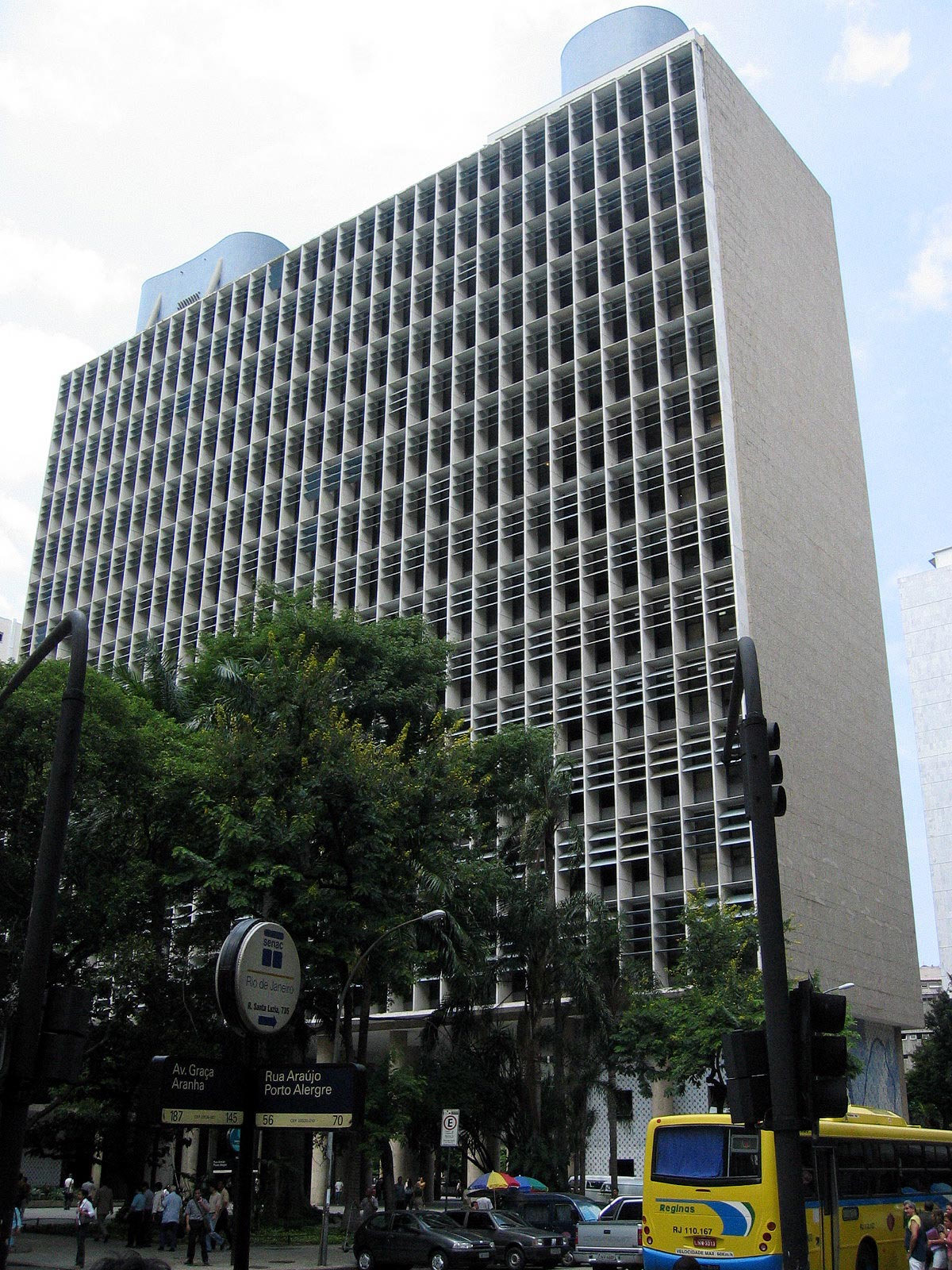
قصر غوستافو كابانيما (ريو دي جانيرو)

وقد أطلق على هذه البنية عام 1985 اسم أول وزير للتعليم البرازيلي الكاتب والمتخصص في علم التربية Gustavo Capanema' وذلك بناء على طلب أوسكار نيماير. ففي عام 1930 أسس أو ناطحة سحاب معاصرة في العالم بناء على طلب الدولة. وفي هذه الفترة لم يصمم Le Corbusier بناء معاصر (حديث) شاهق الارتفاع بهذا القدر في ذلك الوقت. Le Corbusier لم يكن نظري (كان رجل عملي) حيث استطاع أن يبدأ في إنشاء بناء Unité d'Habitation المؤلف من طبقات عديدة والحاصل على فرصة لإنشائه في عام 1947. في قصر Gustavo Capanema المكتمل بناؤه عام 1934 استفيد من الثقافة البرازيلية والتقنيات الفنية ولوازم (احتياجات) الإسلوب الحديث المعاصر. على سيبل المثال فإن تقنية azulejo هي تقنية برتغالية تقليدية. قد استخدم Roberto Burle Marx’ın نغمات الألوان الهندسة المعمارية الإستعمارية للتقينة brise-soleil التي تخص Le Corbusier'a وقد استخدم عوامل ناجحة كتصميمات الحدئقة الإستوائية. وفي عام 1939 صمم أوسكار نيماير معرض البرازيليا في معرض نيويورك مع Lucio Costa و Paul Lester. فهذا التصميم قد نال إعجاب رئيس ولاية نيويورك وأعطي لأوسكار مفتاح المدنية كهدية. وفي منتصف القرن ال20 كما صرح المهندس المعماري الحديث في برازيليا بأنه عرف كأول طراز معماري حديث قومي في العالم. وحصل كلّاً من Oscar Niemeyer و Affonso Eduardo Reidy على مكانة عظيمة وخصوصا في مجلة الهندسة المعمارية.

## مشروع Pampulha

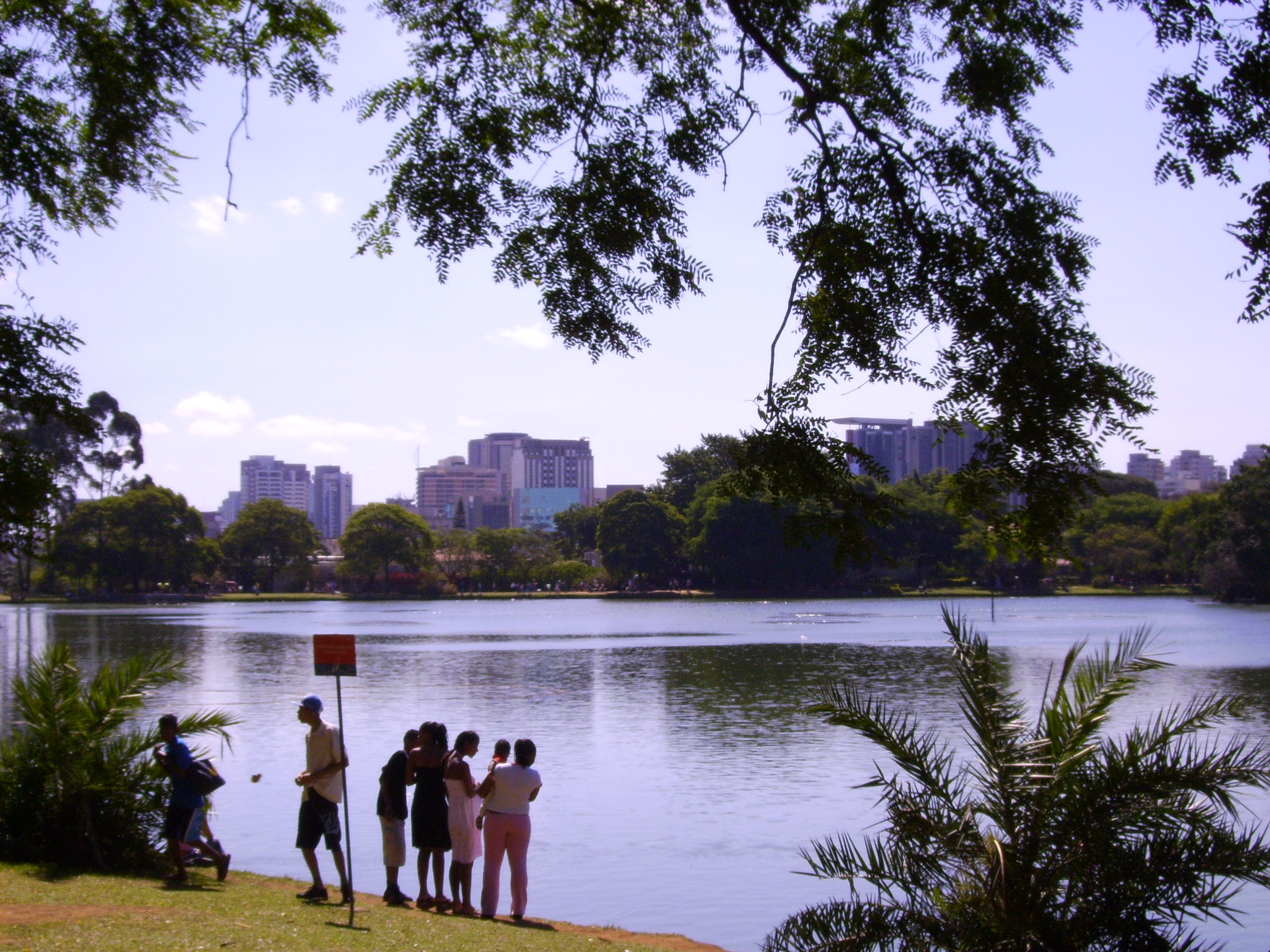
بحيرة Pampulha (بيلو هوريزونتي)

في عام 1940 تعرف أوسكار نيماير على رئيس Juscelino Kubitschek ولاية Belo Horizonte عاصمة Minas Gerais Eyaleti' . كلف Juscelino وحاكم ولاية Benedito Valadares أوسكار نيماير بتأسيس مدنية banliyö الجديدة شمال العاصمة والتي أُطلق عليها "Pampulha Kompleksi". وقد أنشأ في هذة الفترة كنيسة Assisili Francesco Kilisesi والتي وهبت إلى Aziz Assisili Francesco واعتبرت أول نصب تذكاري حديث سجل (قيد) في تسجيلات البرازيل.

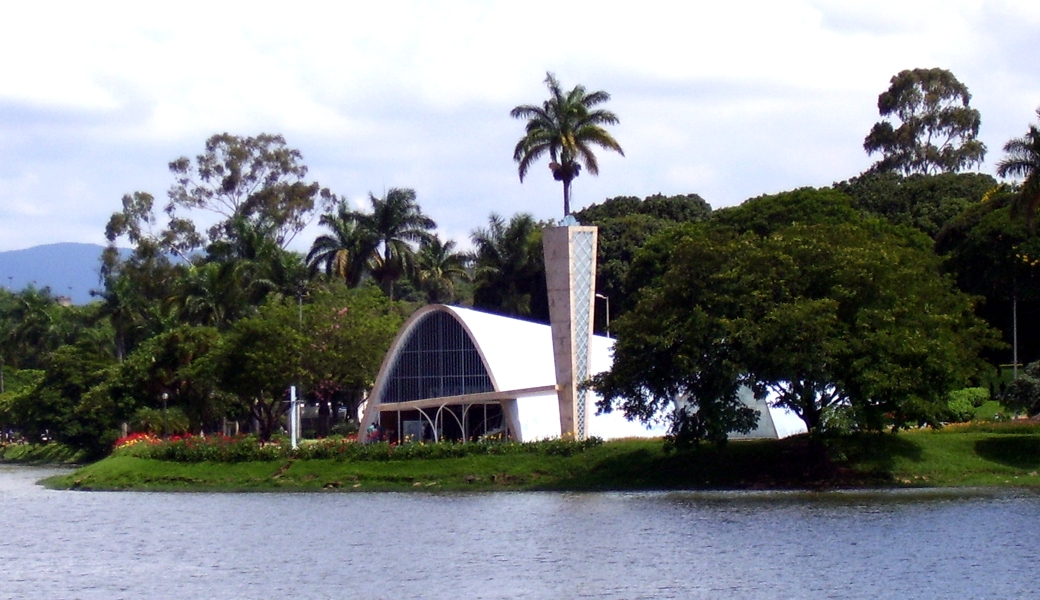
كنيسة آسيليسيه المطلة على بحيرة Pampulha (بيلو هوريزونتي)

خطط أوسكار نيماير حول أطراف البحيرة الصناعية كازينو ومركز للرقص ومطعم ونادي بحري ونادي إنشاء الجولف وفندق يتسع ل 100 غرفة وبالإضافة إلى ذلك تم إنشاء الكنيسة التي في "Pampulha Kompleksi". وقد تم إنشاء مبنى لاستمتاع الوالي فيه نهاية الإسبوع قريب من البحيرة الصناعية. (قد أنشئ مركز قريب للبحيرة الصناعية بهدف استمتاع الوالي بنهاية الاسبوع). وقد أثارت هذه المباني جدلاً شديداً عندما إنشائها في عام 1943 . وفي نفس العام حصل مشروع Pampulha على فرضة الشهرة العالمية وذلك في معرض المنشآت البرازيلية التي في (MoMa) بمتحف الفن الحديث بنيو يورك. وقد ظهرت مناقشة أخرى حول (لفتت الانتباه أيضا) كنيسة Assisili Francesco Kilisesi . احتج مسئولو كنيسة ولاية Minas Gerais Eyaleti في عام 1959 على افتتاح وتقديس هذه الكنيسة بسبب الرسومات (الصور) الرسام Candido Portinari التي على جدرانها وتصميماته الحدثية. وأضاف أوسكار مصرحا أنه أعطى فرصة لنفسه من أجل الخروج من العمل الهندسي المعماري المعاصر الذي حققه في مشروع Pampulha . أنا أهتم بالأشكال المنحنية وأفضل الكنائس ذات طراز البورك Barok المحترم القديم والمنحنيات الحساسة التي استطاعت أن تحقق بفضل التكنولوجيا الحدثية.

## الفترة مابين 1940 إلى 1950

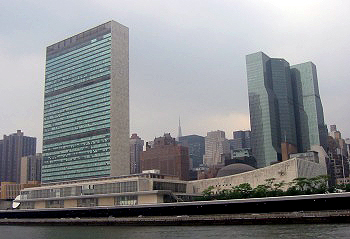
مبنى المركز الرئيسي للأمم المتحدة (نيويورك)

في عام 1948 كان عضو في الحزب الشيوعي البرازيلي وأما في عام 1992 انتخب كرئيس. في عام 1947 أصبح مهندس معماري مشهور بالعالم حيث شارك في فريق التصميم الدولي المشكل بهدف تصميم مقر مركزي جديد للأمم المتحدة وسيتم بناؤه في نيويورك. إذا وافق مجلس التصميم على اقتراحات Oscar Niemeye في المادة 32 من أجل المبنى المركزي أو الرئيسي للأمم المتحدة فإن Niemeyer فيما بعد عرض وهو راض على Le Corbusie ضغط المادة 23/32 المكونة بمساعدة كلا منVladimir Bodiansky ve Ernest Weissmann.
فكانت هذه الخطة تشتمل على عناصر من مشروعات Niemeyer و Le Corbusier . ولكن بشكل أساسي كان يستند إلى الخطط الأصلية لنيمينار . فعلى الرغم من مطالبة الجميع ببقاء هذا المشروع أثناء إنشاء Le Corbusier لهذا ولكن مجموعة المهندسين المعماريين وافقوا على التصميم ومنحوا الموافقة إلى Wallace Harrison و Max Abramovitz بهدف تنفيذ البناء. وعلى الرغم من دعوة نيمينار بهدف إعطاء الدرس في جامعة ييل في عام 1946 إلا أنه لم يستطع الحصول على تأشيرة الدخول ليصبح عضو بالحزب الشيوعي. ففي عام 1950 نشر Stamo Papadaki أول كتاب خاص بعمله في الولايات المتحدة الأمريكية. في عام 1953 اختير كعميد لقسم التصميم بدرجة الماجستير في جامعة هارفارد ولكن لم يستطع الحصول على التأشيرة مرة أخرى بسبب الآراء السياسية. تأسيس 400 مدينة بساو باولو. صممت حديقة Ibirapuera في الذكرى الثانوية عام 1951.أما المشروعات الأخرى التي صممت في هذه الفترة هي مجمع السكني كوبان (1953_1966)و بناء jk ومدينة Belo Horizonte (1951) و Casa das Canoas و (1952_1953) Rio de Janeiro ومنزل صممه لنفسه والمجمع السكني الفاخر لنيمينار ومدينة Belo Horizonte (1954-1960). وما بين عامي 1945 و 1955 صمم أوسكار نيمينار متحف الفن الحديث كراكاس في Caracas عاصمة فنزويلا.

## تصميم مدينة برازيليا

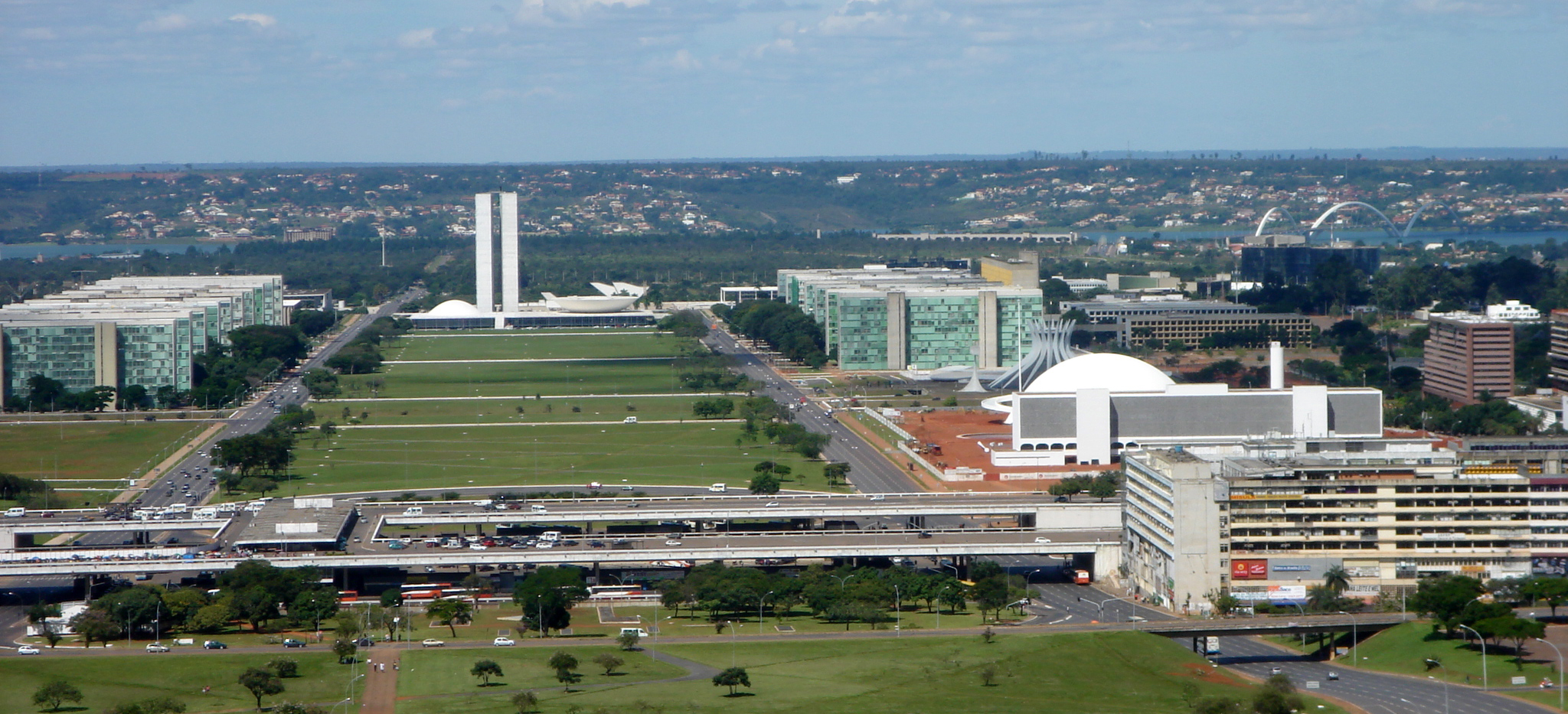
بعض الأبنية التي صممها أوسكار نيماير في برازيليا؛ المؤتمر الوطني للبرازيل، مجمع الجمهورية الثقافي، كاتدرائية برازيليا

انتخب Juscelino Kubitschek كرئيس للبرازيل عام 1965 وبعد فترة قصيرة جدا زار نمينار في منزله في Casa das Canoas وذلك في سبتمبر عام 1965. وبينما هو يتحدث مع نيمنار في السيارة تشارك معه باقتراح حازم جاء بذهنه وهو"سأنشئ عاصمة جديدة من أجل هذه البلد. لهذا السبب أريد أن تساعدني. فقال أوسكار سننشئ في هذه الفترة عاصمة برازيليا معا. فقد منح أوسكار نيمينار الوسيلة (الفرصة) و مشروع تصميم العاصمة الجديدة للبلد (برازيليا). ونظٌم نيمينار مسابقة من أجل تصميم المدينة الجديدة واختار تطبيق Lucio Costa من المشروعات المرشحة (المعروضة). فبينما يصمم أوسكار نيمينار المباني بمدينة برازيليا فبدأ Lucio Costa بوضع خطة المدينة. ففي الأشهر اللاحقة قد صمم أوسكار نيمينار بعض من المباني التجارية والإسكانية والدولية والتي ظهرت في مدينة برازيليا. فهذه المباني تساهم في تنظيم المدينة ومن هذه المباني Palácio da Alvorada فهو المقر الرسمي لرئيس البرازيل ومبنى الكونغرس في البرازيل وكاتدرائية برازيليا وبعض المباني الرئاسية والوحدات السكنية والمحور الأثري (النصب التذكارية).فقد انشئ في تلك الفترة المكتبة الدولية والتي تعد جزء من المجمع الثقافي للجمهورية والمتحف الدولي الجمهوري. ففي خلال أربع سنوات استكمل تصميم وإنشاء المباني هامة بمدينة برازيليا حتى تصبح جاهزة للاستخدام.

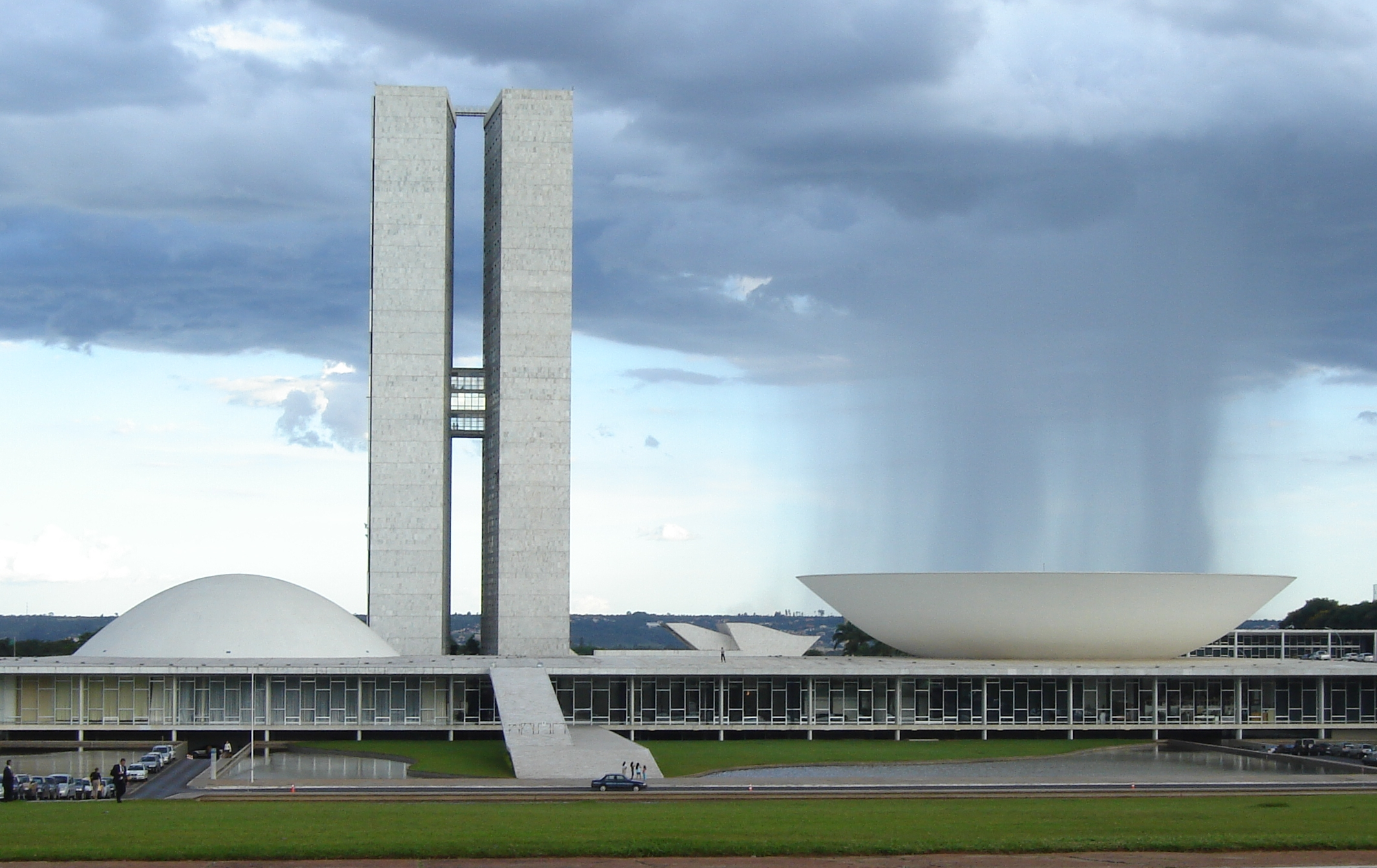
مبنى مجلس الشيوخ البرازيلي. برازيليا، البرازيل

فمعظم المباني صمّمها أوسكار نيمينار فلهذا السبب تكررت في العديد من المناطق لعدم ملاحظة المسافة عن مدينة برازيليا. فعن طريق هذا من الممكن القول بأن طراز المدينة الداخلي متشابه. فإنشاء مدينة من جديد في منطقة نائية وتبعد الكيلومترات عن أقرب مدينه لها وسينفذ هذا في أقرب وقت uscelino Kubitsche. تعد واحدة من أكبر النجاحات حتى أنهاها تقيم وفقا للبعض بأنها الأهم أو (تعتبر واحدة من أكبر النجاحات لذا أطلق عليها البعض أنها ذو أهمية).
فعلى الرغم من أن بعض المؤرخين يروا أن إنشاء مدينة برازيليا رد فعل مكافئ لاستعمار قارة أمريكا ولكن الجميع يعتبرها رد فعل إيجابي. فبينما وضع أوسكار نيمينار ولوتشو كوستا خطة هذه المدينة فقد حصلوا أيضا على فرصة لتجريب بعض الأفكار الجديدة. فوجود شوارع واسعة وفارغة يعد مثال على ذلك. فعلّق أوسكار نيمينار بأن ذهاب الناس من نقطة إلى آخر خلال 20 دقيقة في نفس المدينة هذا يعد غير احترام للإنسان. أما الخطة الجديدة للمدينة فهي رفع الأعمدة من مكانها الخاص بالمباني عن طريق أنظمة ناقلة أخرى. وبالتالي ست أجزاء السفلية الباقية فارغة في هذه الأبنية تهدف إلى أن تتحرر وتتكامل مع الطبيعة. فعند تأسيس مدينة برازيليا كان الشكل موازيا لروية العالم لأوسكار نيمينار وكان هدف التصميم هو الإشارة إلى الأيديولوجية الاشتراكية. فوفقا لهذا الغرض فكل المباني السكنية التي بالمدينة خاصة بالدولة وتوجر أيضا عن طريق الدولة. وطبقا لهذا الهدف أيضا ستقسم نفس هذه المباني بين العمال والوزراء. ولكن إدارة الدولة تجاهلت هذا الهدف وحدث تغيرات وفقا للآراء السياسية لرؤساء الدولة الذين تولوا سلطة المدينة بعد Juscelino Kubitschek'.

### الديكتاتورية العسكرية عام 1960
أوسكار نيمينار بعد تأسيس مدينة برازيليا اختير كرئيس لقسم الهندسة المعمارية بجامعة برازيليا. في عام 1963 اختير كعضو شرف بالمعهد الأمريكاني للهندسة المعمارية. وفي نفس العام فاز بجائزة لينين للسلام من قِبل الاتحاد السوفييتي. فقد دُعي رئيس بلدية مدينة حيفا Abba Hushi أوسكار نيمينار إلى إسرائيل بهدف تصميم جامعة حيفا. فأكمل التصميم وعندما عاد إلى وطنه استقبله البعض في البرازيل. وفي عام 1961 أقيل رئيس البرازيل الجديد Joao Goulart وذلك بالانقلاب العسكري الذي وقع في مارس عام 1964. فتولى الجنرال Castello Branco إدارة البلاد واستمرت الديكتاتورية العسكرية حتى عام 1985.

### سنوات المنفى
فبسبب الآراء الشيوعية تعرض أوسكار نيمينار لهجمات في فترة الديكتاتورية العسكرية. فلم يصمم المهندس المعماري الذي هجم في مكتبه مشروعات جديدة بسبب الهجمات السياسية في هذه الفترة. وهجم على مركز النشر المسؤول عن الطباعة، هدم قسم المطبعة وأغلقت المجلة. في عام 1965 استقال من وظيفته التي كانت بجامعة برازيليا مع 200 محاضر احتجاجا على الديكتاتورية العسكرية. في نفس السنة المهندس المعماري الذي ذهب لرؤية المعرض الذي بمتحف اللوفر بفرنسا قد بدأ بمواصلة أعماله بهذه البلد اعتبار من عام 1966. فمهنة المهندس المعماري الذي افتتح مكتب في شارع الشانزليزيه بباريس في هذه الفترة تعد مقارنة مختلفة عن الأعمال التي صممها بالبرازيل. ففي عام 1966 صمم المركز الدولي للمعارض الذي بمدينة طرابلس بلبنان. فعلى الرغم من اكتمال البناء إلا أنه لم يفتتح بسبب الحروب الداخلية بلبنان. فالمشورعات التي ظهر تصميمها في هذه الفترة كانت جامعة العلوم والتكنولوجيا لهواري بومدين بالجزائر والمقر العام للحزب الشيوعي الفرنسي في باريس، دار النشر ل Arnoldo Mondadori بإيطاليا، كازينو ماديرا مع الفندق فونشال، ومسجد ولاية بينانج بمدينة جورج تاون عاصمة بينانج بماليزيا. صمم أوسكار نيمينار الأثاث في الفترة التي بقي فيها بباريس. فقد صمم كراسي للقدم وكراسي مغطاة بالحديد الملتوي والجلد وذلك من أجل...... أما في عام 1978 فبعض تصميمات الأثاث لأوسكار نيمينار عرضت للبيع في البرازيل بواسطة (عن طريق) شركة يابانية. وكما هو الحال في مجال التصميمات المعمارية قد استخدم في أثاثات أوسكار نيمينار أشكال منحني الأضلاع الحساسة (أشكال منحني الأضلاع) وكانت على هيئة جسم امرأة وقد أرسلت إلى جبال ريو دي جانيرو.

### الفترة مابين عامي 1980 و 2000

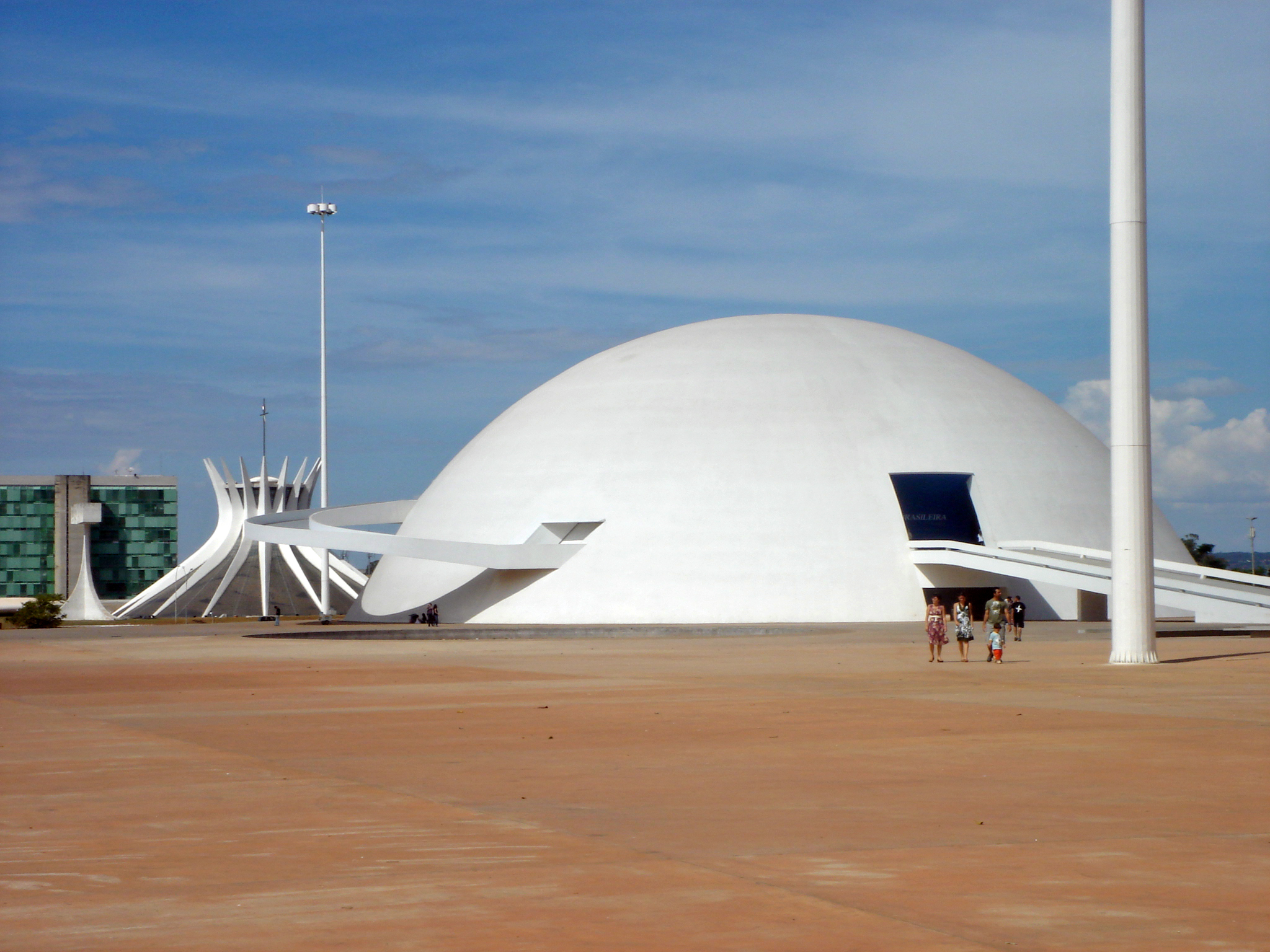
المتحف القومي البرازيلي. برازيليا

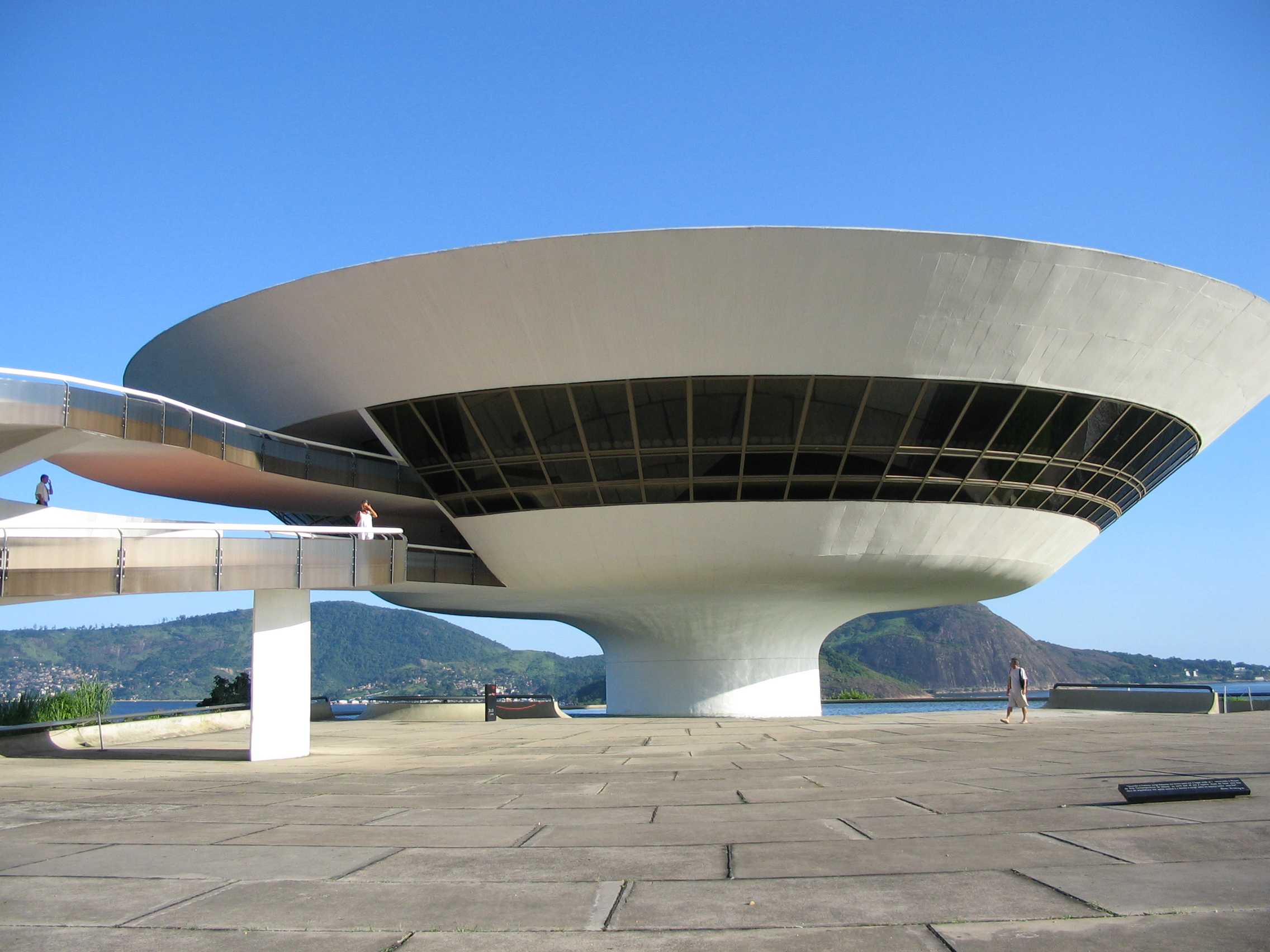
متحف الفن المعاصر. نيتيروي.

فقد انتهت الديكتاتورية العسكرية التي استمرت لمدة 21 عاما في عام 1985. ففي فترة João Figueiredo الرئيس الجديد للبرازيل فقد قرر بعودة أوسكار نيمينار إلى بلده بسبب السعي نحو الديمقراطية. فقد حدد أوسكار نيمينار الفترة التي بعد عام 1980 كالمرحلة الأخيرة (الفترة) لحياته ومهنته للهندسة المعمارية. في هذه الفترة فقد اتخذت هذه الأعمال مثل تذكارية Juscelino Kubitschek (1981), البانتيون الوطني (1986) ونصب أمريكا اللاتينية التذكاري (1989) مكانة هامة بين الأعمال التي صممها. فوصفت صحيفة الاندبندنت بإنجلترا التي نشرت تذكارية أمريكا اللاتينية التي تتدفق من يد اليسوع التي تنزف والدم الذي يسيل من هذه اليد على شكل أمريكا الوسطى وأمريكا الجنوبية كـ«بناء للناس التافهين والمشمئزين». في عام 1988 قد فاز أوسكار نيمينتار والمهندس المعماري Gordon Bunshaft بالولايات المتحدة الأمريكية بجائزة بريتزكر المعمارية معا وتعد هذه الجائزة واحدة من الجوائز المرموقة في مجال الهندسة المعمارية. فقد عمل كرئيس (PCB) بالحزب البرازيلي الشيوعي فيما بين عامي 1992 و 1996. فقد أحضر الحزب البرازيلي الشيوعي (الحزب الشيوعي بالبرازيل) الذي فقد أصوات الانتخابات منذ انهيار الاتحاد السوفيتي أوسكار نيمينار بهدف أن يكون شخص مشهور عند الجمهور (الشعب) البرازيلي، ومن ناحية أخرى أنه يميل إلى هذا الحزب منذ صغره (شبابه). فكان لأوسكار نيمينار إسهامات هامة على مدار الأزمة التي يعيشها الحزب ويرجع ذلك أنه قائد فعال في السياسة. ففي عام 1992 أثناء تقسيم الحزب بسبب الخلافات الإيديولوجية اتخذ مكانا (شارك في) (انضم إلى)جماعة تطالب ببقاء اسم الحزب وهو الحزب الشيوعي (تطالب ببقاء اسم الحزب كما هو).

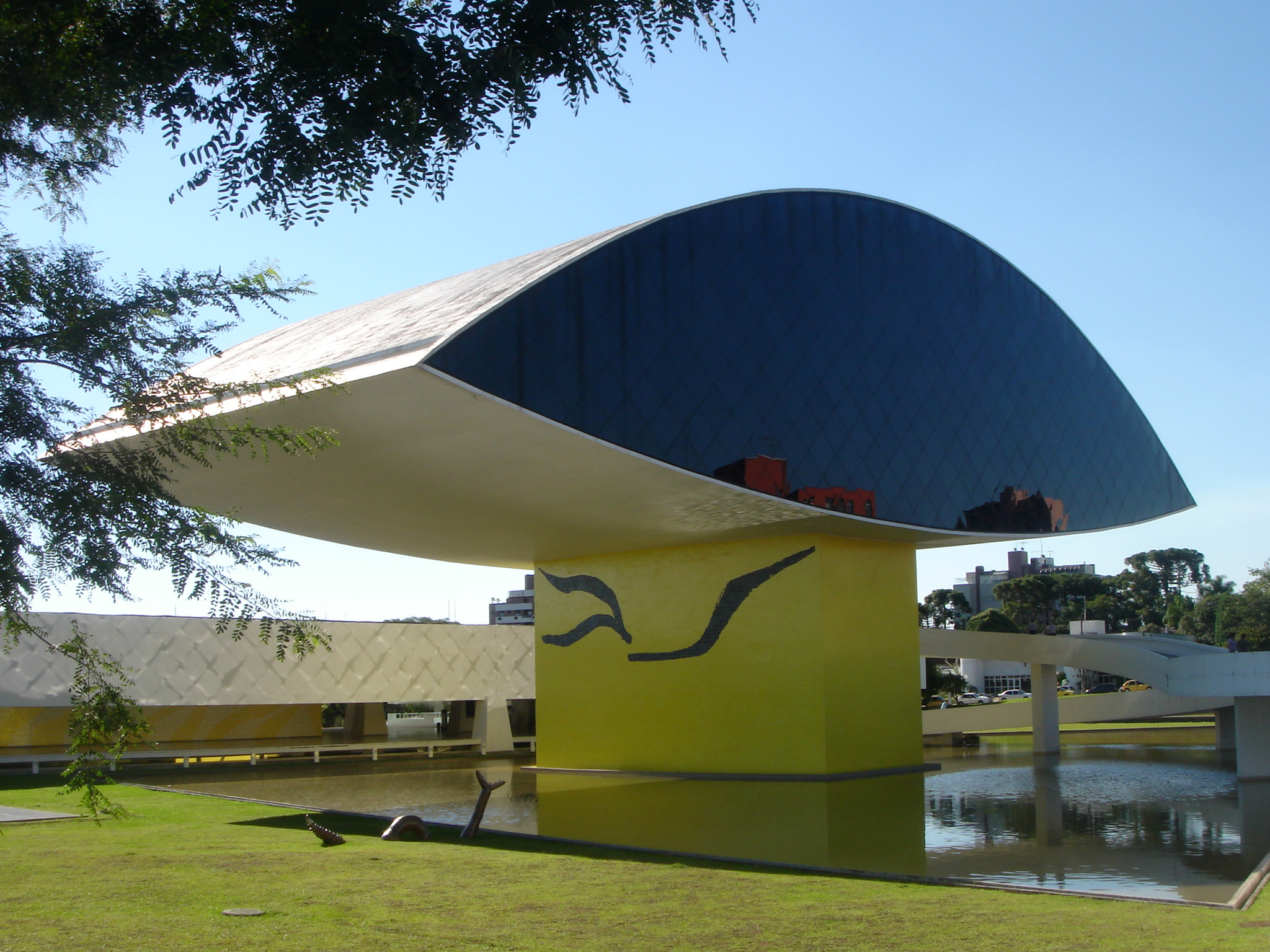
متحف أوسكار نيماير. كوريتيبا.

وفي عام 1996 ترك هذه الوظيفة. في عام 1987 صمم متحف الشعوب الأصيلة وهو يعد مبنى هام بمدينة برازيليا. في عام 1996 وبينما هو أوسكار نيمينار في سن 89 فقد صمم متحف الفن نيتيروي بولاية ريو دي جانيرو. فهذا المبني الذي صمم في مدينة نيتيروي التي تعد قريبة من مدينة ديو ري جانيرو قد وصف بأنه من أفضل المشروعات التي صممها المهندي المعماري وذلك عن طريق بعض النقاد للهندسة المعمارية (بعض نقاد العمارة). فمتحف الفن المعاصر في نيتيروي الذي يطل على خليج غوانابارا ومدينة ريو دي جانيرو قد أسس على منطقة صخرية.

### الفترة ما بين 2000 إلى 2012
مشروع المتحف الذي صممه أوسكار نيميار لمدنية Curitiba التي في ولاية Paraná بالبرازيل في عام 1967 قد بُنى بتصميم أصلي. وافتتح متحف أوسكار نيمينار في عام 2002 وبذلك كرس للمهندس المعماري المشهور. افتتح المتحف الذي أطلق عليه «عين نيمينار» بواسطة السكان المحليين بسبب شكله في 8 يوليو 2003 بشكل تام مع بعض الترميمات والإضافات. تدعو إدارة Serpentine Gallery التي بالهايد بارك في لندن كل عام مهندسين معماريين بهدف إنشاء جناح صيفي موقت ولكن لم يصمم أي شيء حتى اليوم في بريطانيا العظمى. وقد دعي أوسكار نيمينار بخصوص ذلك (الموضوع). صمم نيمينار في عام 2004 قبر (مزار) في مدينة Salvador da Bahia بـ Marighella وذلك بسبب الذكرى السنوية 35 لوفاة الشيوعي Carlos Marighella. اكتمل المشروع المدعي (المسمى)بـEstação Cabo Branco الذي بدأ إنشاؤه عام 2005 في João Pessoa التي تعد أقصى شرق قارة أمريكا عام 2008. ففي تاريخ 15 ديسمبر 2006 لو رجعنا (ترجعنا) 50 عام فقد صمم أوسكار نيمينار لمدينة برازيليا مباني كـالمتحف الجمهوري الدولي والمكتبة الدولي والتي افتتحت في عيد ميلاده 99. فيتخذ كل مبنيين مكانا في منطقة Esplanada dos Ministérios بمدينة برازيليا وأيضا بجوار (بجانب) الكاتدرائية في برازيليا. بلغ أوسكار نيمينار الـمائة من العمر عام 2007. فقد منح رئيس روسيا Vladimir Putin أوسكار نيمينار «وسام الصداقة» في عيد ميلاده المائة. بدأ أوسكار نيمينار في منطقة Asturias بإسبانيا والتي تعد من أكبر المشروعات بأوروبا بإنشاء مشروع المركز الثقافي الدولي في أبريل 2008. فقد فاز أوسكار نيمينار بجائزة إمارة أستورياس عام 1989 كتحية وشكر بسبب إنشاء مشروع تصميم هذا المركز الثقافي العظيم في Asturias. استكمل أوسكار نيمينار في مدينة Ravello بإيطاليا في يناير 2010.

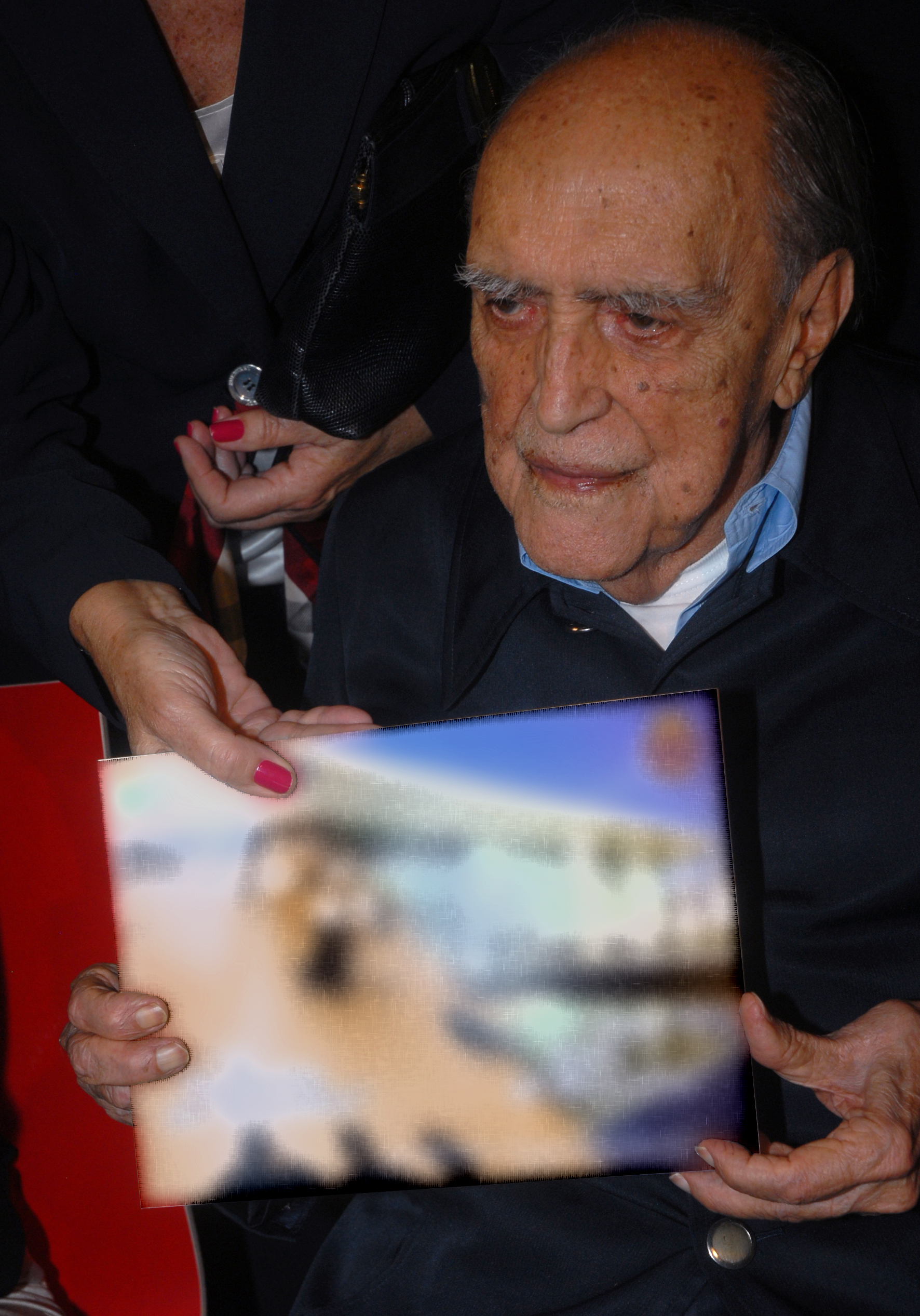
أوسكار نيماير

فقد جهز أوسكار نيمينار مفهوم التصميم، الرسوم التطبيقية، النموذج، وجميع المسوادات فقد أنشئ هذا المشروع تحت إشراف عالم الاجتماع الإيطالي Domenico de Masi والصديق المقرب للمهندس المعماري. فقد حدث تأخر في فترة الإنشاء بسبب اختلاف النمط المعماري للمشروع عن الموقع الموجود (البيئة المتوفرة). فعلى الرغم من تأخر الافتتاح الرسمي عن يناير 2010 إلا أن البناء مغلق بسبب بعد المشكلات المستمرة حتى الآن.

### الطراز المعماري
استمر أوسكار نيماير في إنشاء تصميمات حدثية والتي بدأها في حياته المهنية المعمارية في عام 1936 . وأيضا تظهر اختلافات عبر الزمان وأهم خاصية هو استخدام الأشكال المختلفة والمبتكرة لأقصى درجة لصب الخرسانة . أعطى أوسكار نيماير أهمية للتصميمات المعمارية الخرسانية كثيرا إلى أقامها بنفسه .,. وهي تعتبر من أهم الاستخدامات في شكل مبدع في العمارة الحديثة لأرقة الخرسانة مع Le Corbusier . وضحت آثار Le Corbusier بدرجة كبيرة في تصميمات الفترة الأولى لأوسكار نيماير لكن مع مرور الوقت قد أنشأ Le Corbusier المهندس المعماري الطراز الخاص به . استخدام الخرسانة باعتبارها جانبا الجمالية وأكثر عنصر يلفت الانتباه هو تكوين أشكال هندسية خارقة للعادة في العمارة الهندسية الحديثة إلى هذا اليوم لأماكن إلى تكونت لصور متعرجة (منحنية) المظهر . لقد أضاف كلا من Joaquim Cardoso البرازيلي و Pier Luigi Nervi الإيطالي وهما من المهندسين المشهورين في هذة الفترة من أجل إمكانية استخدام الخرسانة في شكل غير متكلف وجميل للغاية في الأماكن الواسعة للغاية . وهكذا قام بتغير الأشكال المنحنية التي استخدمت في التصميمات . لا يؤثر في زاوية التسع درجات لا يلفت انتباهي الأشياء التي انتشرت فالتسوبف للتغيير أو التقليد سوى الأشياء التي أبدعها الإنسان . الذي يؤثر على أساسياتي تكون المحنينات الحساسة والحرة . نستطيع أن نرى هذه المنحينات في جبال دولتي وفي التيارات السريعة وفي جبال البحار ووجدان المرأة المحبة . فيتكون الكون بأسره (بأكمله) من منحنيات والكون المنحنى لأنيتشتاين .وقد يتكون العديد من الصور الملفتة للنظر لأوسكار بإضافة للكتل التخطيطية المستوية (المستقيمة) واستخدامها في شكل قشرة أو صور منحنيات صب الخرسانة . يكون مبنى Brezilya Ulusal Kongre البرازيلي الذي يكون أشهر التصميمات التي في مدنية برازيليا للهندسة المعمارية التي تستخدم كثيرا على شكل قشرة .على الرغم من ترك استخدام الخطوط المستقيمة في مشروع Pampulha إلا أنها تعد نقطة تحول في الحياة المهنية لأوسكار نيماير في مدنية برازيليا . وفي عهد الرئيس الدولة Juscelino Kubitschek أعطي لأوسكار نيماير فرصة عمل اختبار (تجربة) معمارية بدون عدد (بلا عدد) في هذا السياق . كان لأوسكار نيماير الأغلبية العظمى الحدثية للمباني التي ظهرت في خلال هذه الفترة . كما أن أوسكار نيماير يلخص تطوارات الطراز المعماري في خمسة فترات قائلا (أول فترة الأعمال إلى قمت بها في مشروع أما المرحلة التالية التصميمات التي قمت بها في البرازيل ثم الأعمال إلى قمت بها خارج البلاد ثم وهي المرحلة الأخيرة الأعمال التي قمت بها في يومنا هذا . لم أصرح عن أي آراء كمعماري هندسي حول الأعمال التي تؤثر على العالم الهندسي أو الطراز الهندسي . فعندما نظرت إلى الأعمال التي صممت من الماضي حتى الآن عرف لماذا تكون أكثر جمالا . السمة المشتركة لكل من الخمسة فترات التي ذكرتها أعلاه تكون تمرد (استثناء) في البنية بلا شك .

## حول الانتقادات
Nicolai Ouroussoff وهو واحد من النقاد الهندسين لمجلة نيويورك تيمز في مقالة التي حررها في عام 2007 مدعيا أنه سقطت جودة تصميمات لأوسكار نيماير في الفترة الأخيرة التي قام بها في سن ال90 وهذا يرتبط بالتقدم في السن . وطبقا لهذا الانتقادات فإن متحف الفن أسقط مقداره من حيث الجودة والتي وضعت في مقارنة مع الآثار المهندس المعمارة بالماضي . وفي نفس الوقت الناقد ادعى أن أوسكار نيماير ليس من المخططين (المصممين) المدن بلا واعي أو بلدوزر للمستثمر لأكبر تهديد لأوسكار نيماير . ذكر Nicolai Ouroussoff في هذة المقارنة تعليقا الذي أفسد من قبل المهندس المعماري نفسه للعديد من الآثار القيمة التي في منطقة Esplanada dos Ministérios لمدنية برازيليا .

### رؤية سياسية
دخل أوسكار نيماير الحزب الشيوعي البرازيلي في عام 1945 . وقام الانقلاب العسكري في البرازيل عام 1964 . وفي تلك الأثناء (عقب ذلك) تم قطع أو حظر المشاريع إلى منحت له من الدولة بسبب تزايد المنشورات السياسيية والآراء السياسية . وفي النهاية ترك أوسكار البرازيل وقضى في فرنسا 20 سنة
ماذا يحدث . استطاع أن يعمل كمهندس معماري والحصول على فيزا إقامة في فرنسا بمساعدة André Malraux وزير الثقافة الفرنسي . وفضلاً عن المشاريع الأخرى مراكز العامة لمجلة L'Humanité ولحزب الشيوعي الفرنسي وقد صمم مركز ثقافي Le Havre ومركز الحصول على وظائف في Bobigny.
زار المهندس المعماري أوسكار الاتحاد السوفييتي والتقى مع Fidel Castro قائد القبة . قال Fidel Castro مشاركتي أنا وأوسكار في الشيوعية لا تنتهي في العالم . قد حصل أوسكار على فيزا دخول للولايات المتحدة في السنوات ما بين 1940 إلى 1950 بسبب الآراء السياسية . ولهذا السبب لا يستطيع العمل في جامعات Harvard وYale على الرغم من تكليفه بالعمل في هذه الجامعات
بعد تفريق الاتحاد السوفييتي تغير اسم الحزب الشيوعي البرازيلي إلى حزب الشعب الاشتراكي في عام 1992 احتل أوسكار في بداية المجموعة الأقلية تعارض في هذه الحركة وقد أسس من جديد حزب شيوعي برازيلي وأصبح رئيس لهذا الحزب في ما بين (1992 إلى 1996) كان شخصية ذو شعبية ولكن ليس من الناشطين السياسين . خدم أوسكار الطبقات الاجتماعية أصحاب الأموال للهندسة المعمارية . وقد صرح أن حل مشكلة الفقراء عن طريق القيام بثورة .
حرر نيماير مع زوجته في عام 2008 مجلة ثقافية ومعمارية باسم Nosso Camino حتى أن توفي في عام 2011 . أوضح أوسكار الذي انتقد أن النظام التعليم العالي في البرازيل يخرج شباب في شكل يجعلهم لا يعرفون المشكلات الحقيقة للحياة وعدم إبداء آرائهم السياسية والهدف من المجلة هو جعل الشباب أكثر مثالية وأوضح أنه يرغب في تشجيع إظهار الأفضل وإظهار الذين عاشوا في عالم الأنانية . انتقد نيماير مشروع التخصص التي أبدعه نظام التعليم في المقابلات التي قدمها في السنوات الأخيرة وكان يدافع عن الاتجاهات الثقافية وحياة الشباب ككونه رجل صاحب علم .

### فيلم غرافيا
في عام 2007 أخرجت أعمال وحياة أوسكار نيماير في فيلم وثائقي الذي وجه وخطط له أوسكار نيماير من الأمثال التذكارية لآثار التي أبدعها في مدنية برازيليا في عام 1960 .

## سيرته الذاتية
Niemeyer, Oscar. As curvas do tempo: memórias. Rio de Janeiro: Editora Revan, 2000. (ردمك 978-85-7106-159-0) (Portekizce)
Niemeyer, Oscar. The Curves of Time: The Memoirs of Oscar Niemeyer. London: Phaidon Press Ltd., 2000. (ردمك 978-0-7148-4007-9) (ترجمة إنجليزية)

## الأعمال المُصممة
- لوحة اليد التي تنزف" Kanayan El Heykeli"والتي يصورها «يجسدها» الدم السائل من أحداث أمريكا الجنوبية وأمريكا الوسطى والتي في يد المسيح تمثل حروب التحرر المشهوده بهاتين القارتين. تمثال أمريكا اللاتينية، ساو باولو
- 1982التمثال الذي كُرس إلى «نُحت إلى» كارلوس فونسيكا أمادور Carlos Fonseca Amador بانيكاراجوا، Nikaragua
- 1986تمثال «لا للتعذيب مطلقا» " İşkenceye Sonsuza Kadar Hayır"بريو دي جانيرو، Rio de Janeiro ببرازيليا
- 1988 تمثال" 9 نوفمبر" " Dokuz Kasım"" الذي نحت إحياء لذكرى ثلاثة عمال توفو في الإضراب الذي تم في نوفمبر 1988 بفولتا رودينا Volta Redonda, ببرازيليا
- 1991 تمثال النصب التذكاري لجزيرة جوورا "Goree Adası " بدكار Dakar بالسنغال
- 1995 تمثال بريستس " Prestes" بسانتو إنجيلو "" Santo Ângelo ببرازيليا
- 2007 تمثال تضامن «تعاون» امرأة وزهرة" "" Bir Kadın, Bir Çiçek Dayanışma" بباريس Paris
- 2007 تمثال من أجل كوبا ""Küba için Heykel (تبرع) «مجانا» هافانا Havana بكوبا

مختارات من تقديراته والجوائز التي حاز عليها
- 1963 جائزة لانين باريش " Lenin Barış" من الاتحاد السوفييتي
- 1963 العضوية الفخرية لمعهد المعمار الأمريكي "Amerikan Mimarlar Enstitüsü" بالولايات المتحدة الأمريكية
- 1964العضوية الفخرية للأكاديمية الأمريكية للفنون والآداب بالولايات المتحدة الأمريكية
- 1988 جائزة بريتزكر المعمارية " Pritzker Mimarlık" بالولايات المتحدة الأمريكية
- 1989 ميدالية التعاون لشيكو مانديس " Chico Mendes Dayanışma"
- 1995 لقب الدكتوراه الفخرية من جامعة ميناس جرياس الفيدرالية "Minas Gerais Federal Üniversitesi"
- 1995 لقب الدكتوراه الفخرية من جامعة ساوباولو "São Paulo Üniversitesi"
- 1996جائزة الأسد الذهبي لبينالي الفينيقي "Venedik Bienali " بالمعرض المعماري الدولي السادس بالبندقية، Venedik
- 1996جائزة الأسد الذهبي لبينالي الفينيقي بالعرض المعماري الدولي السادس
- 1998 الميدالية الذهبية الملكية من المعهد الملكي المعماري البريطاني " Britanyalı Mimarlar Kraliyet Enstitüsü" ببريطانيا العظمى
- 2001 ميدالية التعاون لمجلس جمهورية كوبا بكوبا "Küba"
- 2001 وسام «ميدالية» دارسي روبيرو ": Darcy Ribeiro" لوزارة التعليم لمقاطعة ريو دي جانيرو
- 2001 جائزة اليونسكو UNESCO في المجال الثقافي
- 2001 وسام الخدمة المتميزة للتعليم والثقافة لجبريال ميسترال "Gabriela Mistral " لوزارة تعليم شيلي
- 2001 جائزة معمار القرن العشرين من الغرفة المعمارية البرازيلية "Brezilya Mimarlar Odası,"
- 2007 وسام الاستحاق الثقافي لبرازيليا
- 2007 وسام استحقاق الصداقة من روسيا

## مختارات من المنشور عنه بالصحف
- مقاله ل Andre Correa Lake لعام 2007 مقالة بعنوان أوسكار نيماير الهندسة المعمارية من الإغراءI. ISBN 85-86518-88-3.[60 Oscar Niemeyer: Uma Arquitetura da Seduçã ]
- مقالة للويس كلاوديو لاكردا Luiz Claudio Lacerda ورويجيرو راندولف Rogerio Randolph. عن أوسكار نيمار Oscar Niemeyer 360°. ISBN 85-89049-05-1.[61]
- مقالة لريكاردو أوهتاك Ricardo Ohtake عام 2007 عن أوسكار نيماير Oscar NiemeyerISBN 85-7402-801-0.[62]
- مقالة لماجول الفيس باريريا Miguel Alves Pereira عام 1993 بعنوان الهندسة النص والخطاب: الخطاب لأوسكار نيمار Oscar Niemeyer قسم الهندسة المعمارية جامعة شيفلد University of Sheffield ISB Oscar Niemeyer N 8523004432.[63].
- مقالة ل دايفيد أندروود David Underwood عام 1994 بعنوان أوسكار نيمار والهندسة المعمارية للبرازيل Oscar Niemeyer and The Architecture of Brazil. من روزلي للنشر Rizzoli Publishing ISBN 85-7503-119-8.[64] .
- مقالة هيس الن Hess Alan عام 2006 بعنوان منازل أوسكار نيماير Oscar Niemeyer Houses. من روزيلي للنشر Rizzoli Publishing. . . ISBN 0-8478-2798-4.[65]
- مقالة لسيلينا فيليوبي Styliane Philippou عام 2008 بعنوان أوسكار نيماير: منحينيات للاستخفاف Oscar Niemeyer: Curves of Irreverence. جريدة يلا الجامعية . Yale University Press . ISBN 0-300-12038-9.[66]
- مقالة لماتيو سالفينج Matthiue Salvaing عام 2002 بعنوان أوسكار نيماير Oscar Niemeyer. من اسولينا للنشر Assouline Publishing. . ISBN 0-300-12038-9.[67]

## معرض صور

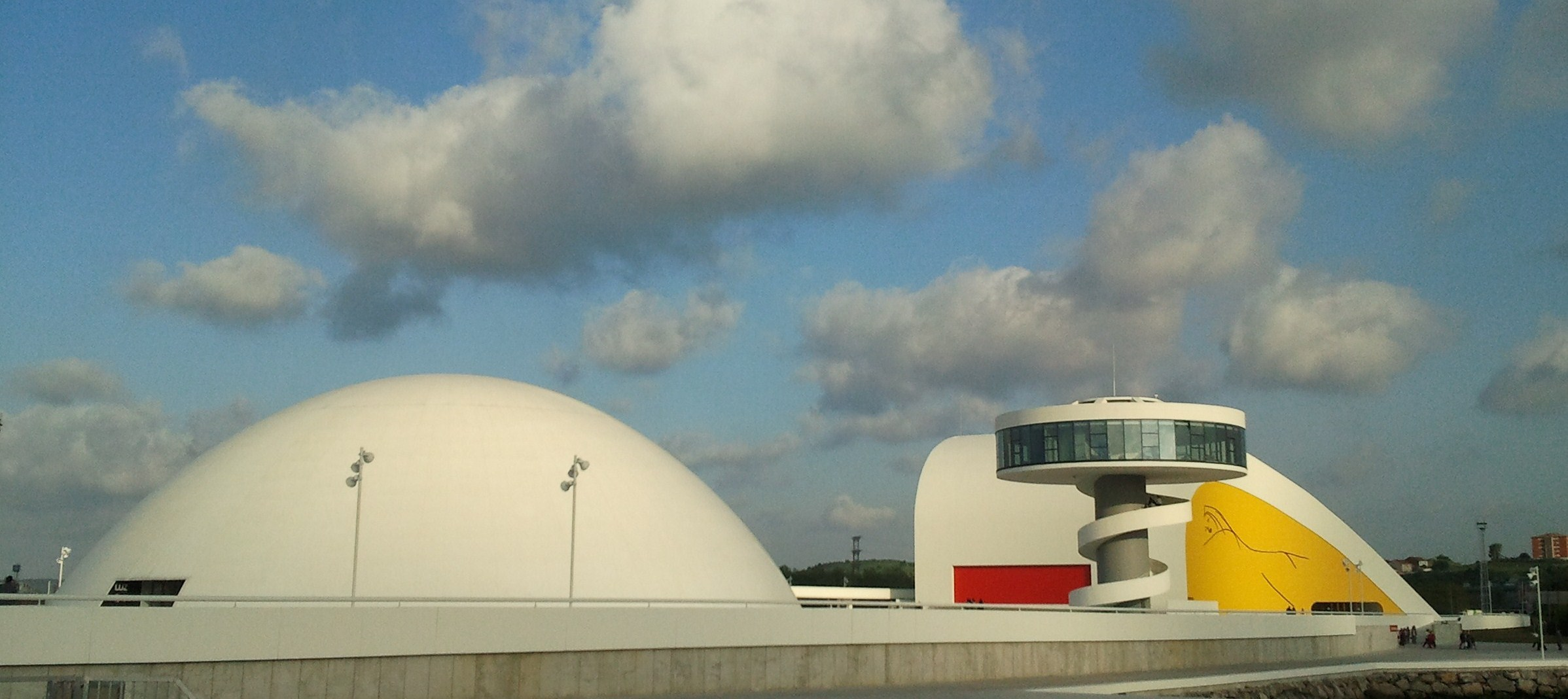
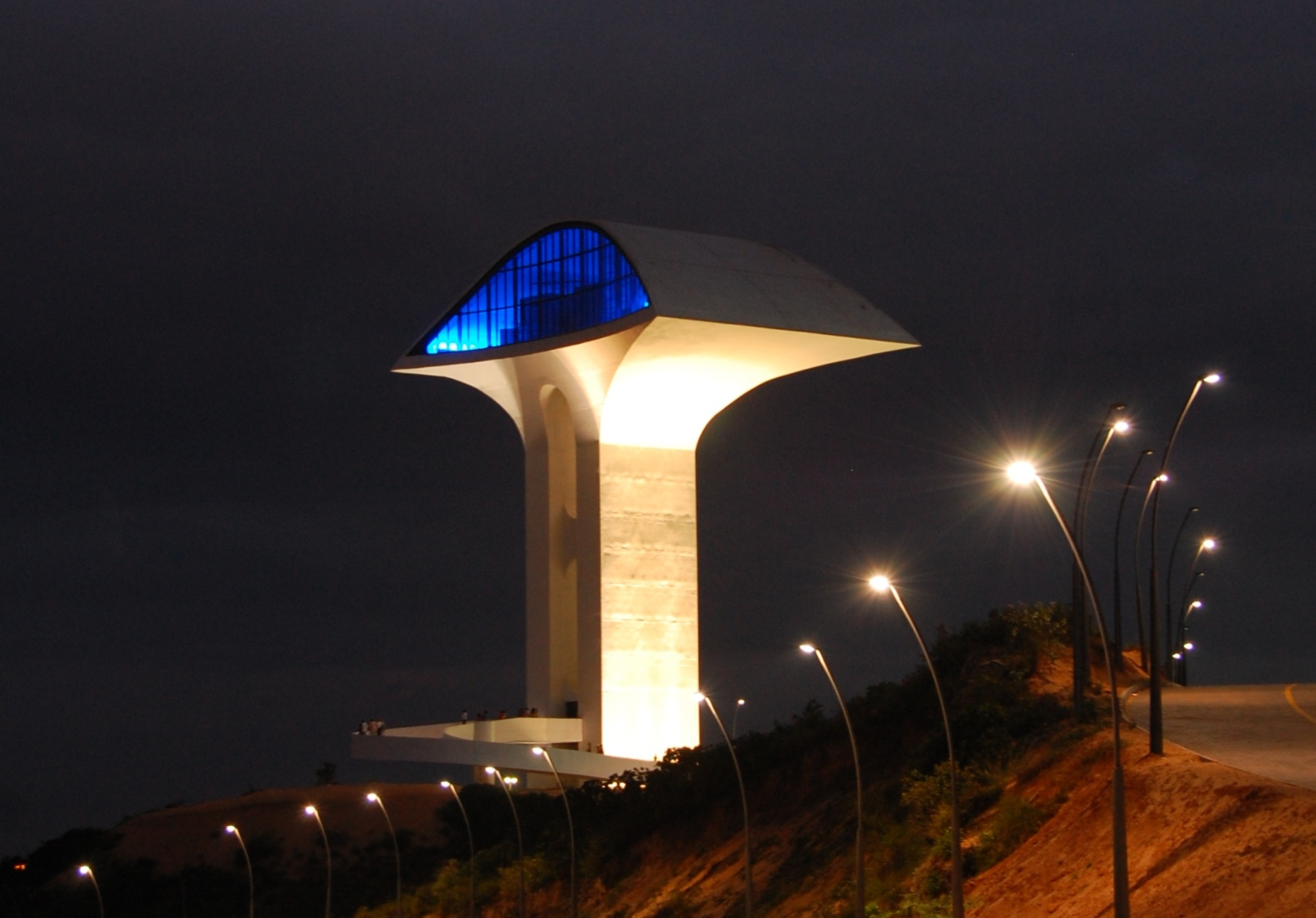
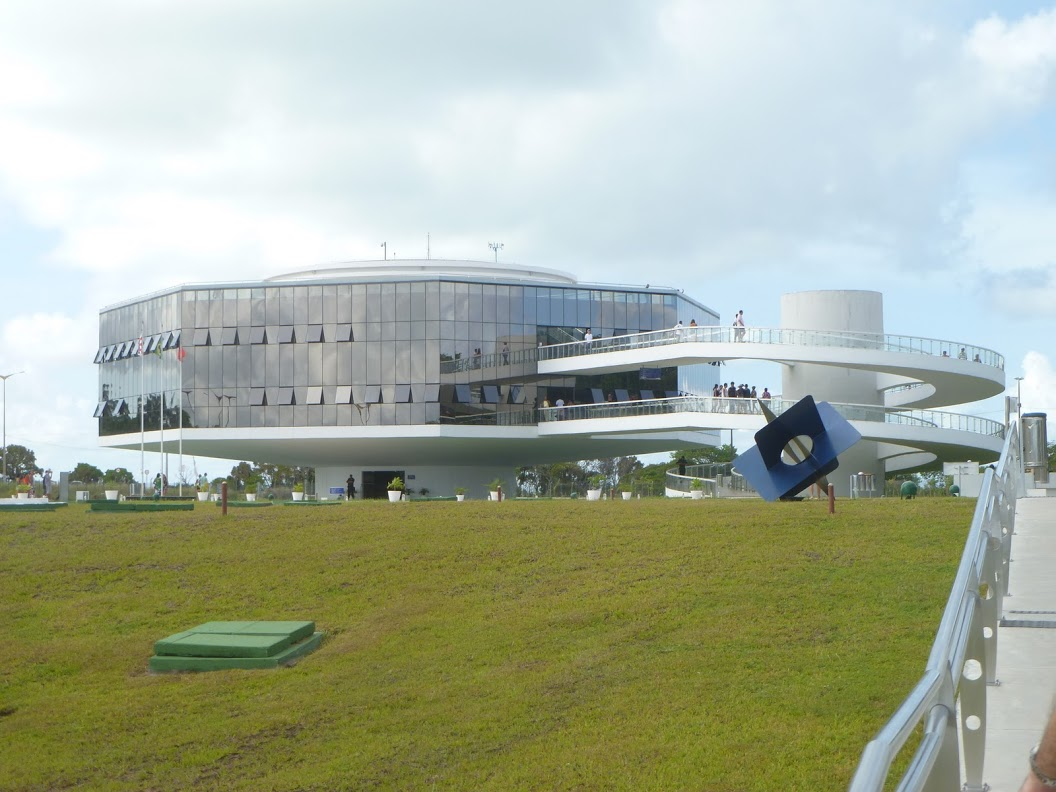

## اقرأ ايضاً
- بالاسيو دو بلاناوتو

## وصلات خارجية
- أوسكار نيماير على موقع الموسوعة البريطانية (الإنجليزية)
- أوسكار نيماير على موقع مونزينجر (الألمانية)
- أوسكار نيماير على موقع إن إن دي بي (الإنجليزية)

أوسكار نيمييرملك عمارة المقوسات والمنحنيات الحديثة